# Jari Viuhkola
Jari Petteri Viuhkola (* 27. Februar 1980 in Oulu) ist ein ehemaliger finnischer Eishockeyspieler, der fast seine gesamte Karriere bei Kärpät Oulu verbrachte und dabei fünfmal die finnische Meisterschaft gewann.

## Karriere
Jari Viuhkola spielte bereits im Nachwuchsbereich für Kärpät Oulu, für dessen Profiteam er in der Saison 2000/01 sein Debüt in der SM-liiga gab. Bereits als Jugendspieler wurde Viuhkola im NHL Entry Draft 1998 in der sechsten Runde als insgesamt 158. Spieler von den Chicago Blackhawks ausgewählt, für die er allerdings nie spielte. Seit seinem Debüt hat der Angreifer mit Kärpät in den Jahren 2004, 2005, 2007 und 2008 vier Mal den Meistertitel in der SM-liiga gewonnen, wurde 2003 und 2009 Vizemeister, sowie 2006 Dritter. Zudem erreichte er mit Kärpät in den Jahren 2005 und 2006 zwei Mal das Finale um den IIHF European Champions Cup, wobei man jeweils den beiden russischen Vertretern HK Awangard Omsk und HK Dynamo Moskau unterlag. Nachdem er ab 2002 als Assistenzkapitän des Teams in Erscheinung trat und in der Saison 2006/07 sogar als Mannschaftskapitän auftrat, wechselte Viuhkola mit Anfang Dezember 2014 zu Kajaanin Hokki in die Mestis, die zweithöchste finnische Eishockeyliga. Für seinen Stammklub hatte er es dabei in all den Jahren auf fast 600 Ligaeinsätze für das Herrenteam gebracht. Für Hokki absolvierte er nur fünf Spiele, ehe er den Verein wieder verließ.
Im Januar 2015 beendete er seine Karriere aufgrund einer Verletzung offiziell.

### International
Für Finnland nahm Viuhkola an der Junioren-Weltmeisterschaft 2000, sowie den A-Weltmeisterschaften 2005, 2006 und 2007 teil. Bei der WM 2006 gewann Viukola mit seiner Mannschaft die Bronzemedaille, 2007 wurde er mit Finnland Vize-Weltmeister.

## Erfolge und Auszeichnungen
| - 2003 Finnischer Vizemeister mit Kärpät Oulu - 2004 Finnischer Meister mit Kärpät Oulu - 2004 Matti-Keinonen-Trophäe - 2005 Finnischer Meister mit Kärpät Oulu - 2005 2. Platz beim IIHF European Champions Cup mit Kärpät Oulu - 2006 2. Platz beim IIHF European Champions Cup mit Kärpät Oulu | - 2006 All-Star-Team beim IIHF European Champions Cup - 2007 Finnischer Meister mit Kärpät Oulu - 2008 Finnischer Meister mit Kärpät Oulu - 2009 Finnischer Vizemeister mit Kärpät Oulu - 2014 Finnischer Meister mit Kärpät Oulu |

### International
- 2006 Bronzemedaille bei der Weltmeisterschaft
- 2007 Silbermedaille bei der Weltmeisterschaft